# Theorie der kognitiven Entwicklung nach Piaget

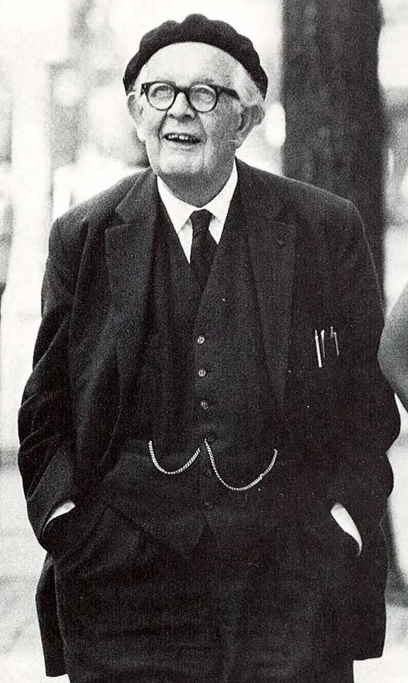
Jean Piaget in Ann Arbor, 1967

Die Theorie der kognitiven Entwicklung nach Piaget ist eine umfassende Theorie über die Natur und Entwicklung menschlicher Intelligenz. Sie geht auf den Schweizer Entwicklungspsychologen Jean Piaget zurück. Die Theorie befasst sich mit der Natur von Wissen und Erkenntnis, mit deren Erwerb, Konstruktion und Gebrauch. Piagets Theorie ist hauptsächlich als Theorie kognitiver Entwicklungsstufen bekannt.
Im Jahr 1919, während seiner Arbeit an der Alfred-Binet-Laborschule in Paris, war Piaget fasziniert von der Tatsache, dass Kinder unterschiedlichen Alters beim Lösen von Problemen unterschiedliche Fehler machten. Seine Erfahrungen und Beobachtungen am Alfred-Binet-Laboratorium waren die Anfänge seiner Theorie der kognitiven Entwicklung.
Piaget glaubte, dass Kinder nicht wie ‚kleine Erwachsene‘ seien, die nur über weniger Wissen verfügten – Kinder dächten und sprächen grundsätzlich anders. Da Piaget davon ausging, dass Kinder über große kognitive Fähigkeiten verfügen, entwickelte er vier verschiedene Stufen der kognitiven Entwicklung, die er in Tests untersuchte. Es gelang ihm, die verschiedenen untersuchten Altersgruppen diesen vier Entwicklungsstufen zuzuordnen. Für jede Stufe beschrieb Piaget die jeweilige Entwicklung der kognitiven Fähigkeiten der Kinder.
Für Piaget war kognitive Entwicklung gleichzusetzen mit einer fortschreitenden Reorganisation geistiger Prozesse, die sich aus der biologischen Reifung und den Erfahrungen der Umwelt ergäben. Er ging davon aus, dass Kinder ein Verständnis für die sie umgebende Welt aufbauten, Diskrepanzen zwischen dem, was sie bereits wüssten, und dem, was sie in ihrer Umgebung entdeckten, erfahren und danach ihre Vorstellungen entsprechend anpassen würden. Darüber hinaus behauptete Piaget, dass die kognitive Entwicklung im Zentrum des menschlichen Organismus stehe und die Sprache von dem durch die kognitive Entwicklung erworbenen Wissen und Verständnis abhänge.

## Kognitive Funktionen
Im Zentrum der Piagetschen Theorie stehen zwei komplementäre funktionale und bereits den rein biologischen Bereich kennzeichnende Prozesse: Assimilation auf der einen und Akkommodation auf der anderen Seite. Beide sind Aspekte der Anpassung (Adaptation) des Individuums an seine Umwelt, denn im Austauschverhältnis zwischen Mensch und Umwelt sind zwei Arten der Anpassung möglich: zum einen die Anpassung des eigenen Verhaltens an die Außenwelt (Beispiel: das Kind ahmt die Eltern nach), zum anderen die Anpassung der Außenwelt an das eigene Verhalten (zum Beispiel im symbolischen Kinderspiel: «Ich wäre jetzt die Mutter und du wärst jetzt das Baby …»).
Zur weiteren Veranschaulichung dient die von Piaget selbst verwendete Analogie der Nahrungsaufnahme: Das Aufnehmen der Nahrung, deren Zerkauen und das stoffliche Zersetzen bedeutet Assimilation im Sinne von Anpassung an den Organismus. Der Organismus selbst passt sich aber auch der Nahrung an, da er bei der Nahrungsaufnahme den Besonderheiten der jeweiligen Nahrung Rechnung tragen muss (zum Beispiel wird eine Suppe nicht gekaut).
Ein zuweilen zitiertes Beispiel ist der Greifakt des Kindes in den frühen Stadien: Das Kind kommt mit einem Greifreflex zur Welt. Ein Gegenstand, der anfangs durch Zufall berührt und dann automatisch ergriffen wird, wird sozusagen an den Greifakt assimiliert. Der Gegenstand bildet für das Kind etwas Greifbares. Er existiert für das Kind zu diesem Zeitpunkt nur als solcher, also quasi als „Greifobjekt“ und noch nicht als Objekt im geläufigen Sinne mit all seinen sensorisch erfassbaren Eigenschaften (siehe Objektpermanenz).
Die Assimilationsbewegung wird an diesem Objekt nun immer wieder geübt. Der Gegenstand bildet «Nahrung» für das Greifschema. Das Kind begegnet natürlich anderen Gegenständen. Diese werden ebenso an das Schema assimiliert. Dennoch kann nun nicht mehr dieselbe Greifaktion ausgeführt werden. Ein Spielzeugauto muss anders gegriffen werden als eine Rassel. Noch prägnanter wird das Beispiel mit dem Versuch eines Kleinkindes, Wasser zu greifen. Das ausgebildete Greifschema muss dem neuen Gegenstand angepasst, also akkommodiert werden, im Falle des Wassers resultiert eine Schöpfbewegung. Die Eingliederung (incorporation) des Greifschemas einer Reihe von Gegenständen nennt Piaget generalisierende Assimilation.
Explizit bedeutet Assimilation so viel wie kognitive Integration von Sinneswahrnehmungen und Akkommodation der Differenzierung dieser (bereits integrierten) Sinneswahrnehmungen. Diese beiden Prozesse bilden die Grundlage für die Differenzierung eines Modells der Umwelt und sind die Grundlage für das Weltbild des Kindes (und auch des Erwachsenen).

### Theorie über die Entstehung von Identität
Piaget betrachtet den Menschen als ein offenes System. Darunter versteht er einen Organismus, der sich wandelt, auf Einflüsse der Umwelt reagiert, sich anpasst und die Umwelt selbst beeinflusst. Somit gliedert der Mensch seine Welt. Das System bleibt offen.
In diesem offenen System ist vieles möglich. Dennoch sind dem Menschen Grenzen gesetzt, z. B. die biologische Grenze. Zur Offenheit des Systems gehören Denkstrukturen und Gefühle, die für andere Menschen nicht ohne weiteres erkennbar sind.
Piaget ist der Ansicht, dass Menschen nach einem Äquilibrium (übers. Ausgleich) ihres Verständnis der sie umgebenden Umwelt streben. Dies geschieht durch Assimilation oder Akkommodation (siehe oben). Den Zustand empfundener Unzulänglichkeit in Bezug auf das Verstehen der eigenen Umwelt bezeichnet Piaget als Desäquilibrium. Indem der Organismus nach Erkenntnis strebe, entwickle sich das offene System schließlich weiter.
Auf diese Weise entsteht nach Piaget Identität durch das ständige Streben nach Gleichgewicht bzw. Auflösung von Zuständen des Ungleichgewichts.

## Stadienmodell der kognitiven Entwicklung
Die Stadien der kognitiven Entwicklung werden nach Piagets Entwicklungsmodell wie folgt eingeteilt: (vgl. auch Klann-Delius (1999))
1. Stadium der sensomotorischen Intelligenz (0–2 Jahre): Erwerb von sensomotorischer Koordination, praktischer Intelligenz und Objektpermanenz; Objektpermanenz aber noch ohne interne Repräsentation
2. Stadium der präoperationalen Intelligenz (2–7 Jahre): Erwerb des Vorstellungs- und Sprechvermögens; gekennzeichnet durch Realismus, Animismus und Artifizialismus (zusammenfassend: Egozentrismus); kann nun zwischen belebt und unbelebt unterscheiden
3. Stadium der konkret-operationalen Intelligenz (7–12 Jahre): Erwerb der Fähigkeit zum logischen Denken in Bezug auf konkrete (tatsächliche oder vorgestellte, aber nicht hypothetische) Sachverhalte. Dies ist verbunden mit Dezentrierung, Reversibilität, Invarianz, Seriation, Klasseninklusion und Transitivität
4. Stadium der formal-operationalen Intelligenz (ab 12 Jahre): Erwerb der Fähigkeit zum hypothetischen logischen Denken, was die Fähigkeit bedeutet, die konkreten logischen Operationen der Stufe 3 auf andere solche Operationen anzuwenden.

Diese vier Stadien haben folgende Charakteristika:
- die einzelnen Stadien folgen aufeinander; ein Stadium muss durchlaufen sein, bevor das nächste folgen kann
- die Stadien kommen in allen Kulturen vor
- in unterschiedlichen Aufgabenbereichen geht die Stadienentwicklung unterschiedlich schnell vonstatten (décalage horizontal), weil die völlig abstrakte Beherrschung der kognitiven Strukturen erst mit Stufe 4 erreicht wird und die Fähigkeiten zuvor mithin an bestimmte Inhalte gebunden bleiben
- die Stadien sind durch qualitative, nicht nur durch quantitative Unterschiede voneinander abgegrenzt, die sich aber im Sinne des Verhaltens eines komplexen dynamischen Systems rekonstruieren lassen (letztlich als Ergebnis der Zunahme des Ausmaßes der Koordination)
- in den Stadien wird durch die Prozesse Assimilation und Akkommodation eine bessere Anpassung der Person an die durch die Umwelt bedingten Gegebenheiten (Adaptation) angestrebt. Insbesondere Akkommodation geschieht, wenn durch neue Erfahrungen ein Ungleichgewicht zwischen den bereits aufgebauten kognitiven Strukturen und realen Situationen festgestellt wird. Diese beiden Prozesse werden durch Reifung, durch Erfahrung und durch Erziehung[7] angeregt und dies führt zum Durchlaufen der einzelnen kognitiven Stadien.

### Stadium der sensomotorischen Intelligenz
- 0–1 Monat (Angeborene Reflexmechanismen): Bei Geburt ist das Kind in einem Zustand des absoluten Egozentrismus eingeschlossen, es unterscheidet nicht zwischen sich und der Außenwelt. Die Bewegungen des Kindes sind einfache Spontanbewegungen und Reflexe wie das Saugen, das Folgen von bewegten Objekten mit den Augen, das Schließen der Hand bei Berührung, unwillkürliches Strampeln usw.; aus diesen Reflexen werden später willkürliche Aktionen.
- 1–4 Monate (Primäre Kreisreaktionen): Neue Reaktionsmuster bilden sich durch zufällige Kombination einfacher Reflexe. Das Kind vereinigt getrennte Aktionen, z. B. mit der Hand zappeln und daran saugen.
- 4–8 Monate (Sekundäre Kreisreaktionen): Das Kind reagiert auf äußere Reize, aber Sehen und Greifen sind noch nicht koordiniert. Erste Versuche werden unternommen, um auf die Umgebung einzuwirken, z. B. durch das Erzeugen der Geräusche einer Rassel.
- 8–12 Monate (Intentionales Verhalten): Zielgerichtetes Verhalten entsteht. Ein Hindernis wird zur Seite geschoben, um einen Gegenstand zu greifen. Jetzt entsteht die Objektpermanenz. Neu tritt in diesem Alter auch die Acht-Monat-Angst („fremdeln“) auf: das Kind kann nun unterscheiden, welche Personen ihm vertraut sind und welche Personen ihm fremd sind. Während es früher alle menschlichen Gesichter angelächelt hat, schenkt es jetzt nur noch den ihm vertrauten Personen ein Lächeln. Auf Gesichter, die ihm fremd sind, reagiert es abweisend.
- 12–18 Monate (Tertiäre Kreisreaktionen): Gerichtetes Tasten, Hilfsmittel werden gebraucht, das Versuch-und-Irrtum-Verhalten ist auf ein Ziel gerichtet.
- 18–24 Monate (Übergang zur voroperationalen Phase): Das Kind beginnt, mentale Vorstellungen zu entwickeln. Bewegungen und ihre Auswirkungen können zunehmend symbolisch repräsentiert, also in der Vorstellung bedacht werden. Es gibt seinen egozentrischen Standpunkt auf der physischen, noch nicht auf der geistigen, Ebene auf.

### Stadium der präoperationalen Intelligenz
Das Kind ersetzt die sensomotorischen Aktivitäten immer mehr durch verinnerlichte geistige Aktivitäten wie sprachlicher Ausdruck und Bildvorstellung. Es agiert in Gedanken. Ein Kind, das sich den zwingenden Aspekten des unmittelbaren konkreten Reizes nicht entziehen und sich nicht vorstellen kann, wie das Objekt vor einer Änderung ausgesehen hat, befindet sich im präoperationalen, vorgedanklichen Stadium.
Im präoperationalen Stadium sieht sich das Kind mit seinen Bedürfnissen und Zwecken noch als das Zentrum. Alles wird in Bezug auf das Ich gesehen. Der Egozentrismus des präoperationalen Kindes lässt es annehmen, dass jeder so denkt wie es selbst denkt und dass die ganze Welt seine Emotionen, Gefühle und Wünsche teilt. Aufgrund seines kindlichen Egozentrismus ist das Kind nicht fähig, sich in andere Menschen hineinzuversetzen und nimmt an, dass alle Mitmenschen seine Perspektive teilen. Das Kind glaubt aufgrund seines mangelnden Kausalitätsverständnisses, dass alles, was es für real hält  (Bilder oder Träume), wie es selbst existiert und belebt ist. Dieses nennt man Animismus.
Auch auf der sprachlichen Ebene zeigt es sich egozentrisch. Das Kind ist nicht in der Lage, eine Geschichte so zu erzählen, dass sie für einen Zuhörer, der die Geschichte nicht kennt, verständlich ist. Auch bei Unterhaltungen geht es wenig auf Dialogspartner ein und führt Monologe oder kollektive Monologe (Vgl. Klann-Delius 1999:111). Piagets Konzept des egozentrischen Sprechens beeinflusste den russischen Entwicklungs- und Sprachpsychologen Lew Wygotski, der sich Ende der 1920er und Anfang der 1930er Jahre eingehend und kritisch mit dem Konzept auseinandersetzte und einen eigenen Gegenentwurf entwickelte.
Piaget unterscheidet vier Stadien in Bezug auf Animismus, die nacheinander durchlaufen werden:
1. Jeder Gegenstand kann mit einem Zweck oder bewusster Aktivität geladen sein. Ein Ball kann sich weigern geradeaus zu fliegen
2. Nur Objekte, die sich bewegen, sind lebendig (z. B. Wolken)
3. Nur Objekte, die sich spontan und aus eigener Kraft bewegen, sind lebendig
4. Nur Pflanzen und Tiere sind lebendig

Unter Artifizialismus versteht man die Vorstellung, dass die Gegenstände und Naturerscheinungen von Menschen geschaffen wurden. Zum Beispiel könnten Menschen Sterne, Berge und Flüsse erschaffen. Das Denken des präoperationalen Kindes beruht nicht auf Logik. Objekte und Vorgänge, die in einem raumzeitlichen Zusammenhang auftreten, werden in kausaler Beziehung gesehen, beispielsweise der Donner macht den Regen.

### Stadium der konkret-operationalen Intelligenz
Das Kind kann in Gedanken mit konkreten Objekten oder ihren Vorstellungen logisch operieren. Das Denken ist also zwar schon logisch, aber nur, wenn es von der konkreten Anschauung unterstützt wird.
- Dezentrierung ist der auf die unmittelbare und egozentrierte Wahrnehmung folgende Prozess. Durch die Dezentrierung werden Irrtümer oder Verzerrungen der Wahrnehmung korrigiert. Es wird nicht mehr der vordergründige, auffälligste Aspekt der Wahrnehmung am stärksten bewertet
- Reversibilität (Umkehrbarkeit) ist das Vermögen, gedankliche Operationen in umgekehrter Reihenfolge zu vollziehen; d. h., durchgeführte Operationen können wieder rückgängig gemacht werden (Addition – Subtraktion)
- Unter dem Invarianzkonzept ist die Erkenntnis zu verstehen, dass gewisse Eigenschaften eines Objekts konstant sind und erhalten bleiben, auch wenn das Objekt sein Aussehen ändert. Beispiele: Erhaltung der Substanz, auch wenn sich die Form ändert; Erhaltung des Gewichts bei Formänderung; Erhaltung des Volumens, auch wenn das Wasser in ein höheres Gefäß gefüllt wird; Erhaltung der Länge eines Stocks, auch wenn er verschoben wird; Erhaltung der Anzahl, auch wenn die Anordnung ({\displaystyle 3\cdot 4} statt {\displaystyle 2\cdot 6}) verändert wird
- Seriation ist die Fähigkeit, Objekte in einer Reihenfolge entsprechend der Größe, dem Aussehen oder einem anderen Merkmal anzuordnen
- Klassifikation bedeutet die Fähigkeit, eine Gruppe von Objekten entsprechend ihrem Aussehen, ihrer Größe oder einem anderen Merkmal zu benennen oder zu identifizieren. Dies schließt die Idee ein, dass eine Klasse eine andere Klasse beinhalten kann (siehe mathematisch: Inklusionsabbildung)

### Stadium der formal-operationalen Intelligenz
Der junge Mensch kann nun «mit Operationen operieren», das heißt, er kann nicht nur über konkrete Dinge, sondern auch über Gedanken nachdenken, abstrakt denken und logische Schlussfolgerungen aus bloßen Hypothesen ziehen.

## Paradigmatische Experimente
Piaget führte für seine Theorien viele empirische Untersuchungen und Beobachtungen durch, einige davon mit seinen eigenen Kindern. Im Folgenden einige seiner bekanntesten und wichtigsten Experimente (der Begriff Experiment ist gebräuchlich, weicht aber leicht von der üblichen psychologischen Definition ab, nach der es eine Experimental- und eine Kontrollgruppe geben müsste):
- Ein Gegenstand wird vor den Augen des Kindes durch einen Sichtschutz verdeckt. Das Kind wirkt überrascht und verhält sich so, als habe sich das Objekt in Luft aufgelöst. Ein Kind, das sich so verhält, hat Piaget zufolge noch keine Objektpermanenz ausgebildet.
- Ein Glasbehälter A ist mit Wasser gefüllt, Glasbehälter B ist leer. Das Wasser wird aus dem Behälter A komplett in B umgegossen. Da B schmaler und länglicher ist als A, steht das Wasser nun in B höher als zuvor in A. Ein Kind, das die Invarianz von Volumina noch nicht erlernt hat, antwortet, dass nun mehr Wasser in B enthalten sei als zuvor in A.
- Von zwei gleich großen Kugeln aus Knetmasse wird eine vor den Augen des Kindes zu einer Wurst umgeformt. Das Kind behauptet, die Knetmasse habe sich verändert. Zwar sieht es die Identität der verformten Kugel ein, gibt jedoch an, die Masse habe sich erhöht („wird länger“) oder verringert („ist dünner geworden“). Nach Piaget wird die Aufgabe falsch gelöst, weil das Kind nicht über Reversibilitätskompetenz verfügt und sich nur auf eine Dimension der Transformation beschränkt (Zentrierung).
- Zwei Spielzeugautos A und B fahren und stoppen zur selben Zeit. A fährt schneller als B. Das Kind meint, A sei länger gefahren als B. Erklärung: Verwechselung der Parameter Zeit (t) und Distanz (s).
- Eine gleiche Anzahl von Spielsteinen wird in jeweils einer Reihe angeordnet. Die Abstände der einen Reihe sind kürzer als die der zweiten. Resultat: Für das Kind besteht die erste Reihe aus weniger Spielsteinen. Selbst, wenn man das Kind beide Reihen abzählen lässt, bleibt es bei seinem Urteil. Ginsburg (siehe Literatur: Entering the Child’s Mind) erweiterte diesen Versuch: Er fügte der kürzeren Reihe einen weiteren Spielchip hinzu. Selbst dies änderte nichts an der Antwort des Kindes.
- Drei-Berge-Versuch: Dem Kind wird eine Landschaft mit drei verschieden hohen Bergen gezeigt. Das Kind befindet sich an Position 1 und soll aus einer Reihe von vorgegebenen Bildern seine eigene Perspektive heraussuchen, was es auch kann. Nun wird das Kind auf Position 2 geführt und wiederum erkennt es auf den Bildern die eigene Perspektive. Nachdem das Kind erneut zur Position 1 gebracht und gefragt wird, wie die Landschaft von Position 2 aussieht, wählt es die eigene Perspektive der Position 1. Gemäß Piaget weist das auf fehlende Perspektivenübernahme bzw. kindlichen Egozentrismus hin.

## Kritik
Schon früh wurde Piagets Theorie durch die Kulturhistorische Schule kritisiert. Sie sei nicht für alle Kulturen gültig, da das formal-operationale Denken nur in Kulturen erreicht werde, in denen die Bevölkerung beschult wird. Der Übergang vom anschaulich-situativen zum logisch-begrifflichen Denken vollzieht sich mit der Aneignung von wissenschaftlichen Begriffen erst in der Schule, während das anschaulich-situative Denken im Alltag verbleibt und nicht aus diesem abstrahiert. Dazu hatte Lurija mit seiner Arbeitsgruppe in den Jahren 1931 und 1932 Feldforschung in Usbekistan und Kirgisien betrieben und dabei ungeschulte Bauern, mit wenig beschulten Krankenschwesternschülerinnen und beschulten Fachkräften verglichen. Auch zeigte sich bei den Bauern nicht die von der Gestaltpsychologie festgestellte Tendenz zur Ergänzung einer Struktur zum Ganzen – welches somit also auch nicht als eine kulturunabhängige Entwicklung betrachtet werden kann. Die Bauern verglichen nicht vollständige geometrische Gebilde eher mit Alltagsgegenständen als sie zu einem Kreis oder Viereck zu ergänzen.